# 鳳山本館線
鳳山本館線，為高雄捷運長期規劃「四連結」路線之一，路線長度8.32公里，規劃設置15座車站。規劃路線自環狀輕軌籬仔內站，沿凱旋路後東轉，經班超路、保泰路、瑞隆東路、五甲一路、國泰路、澄清路，止於本館路口。本線曾於2003年、2012年單獨進行過可行性評估報告；2015年則曾與黃線、青線合併進行可行性評估報告，但於2016年遭交通部退回。

## 歷史

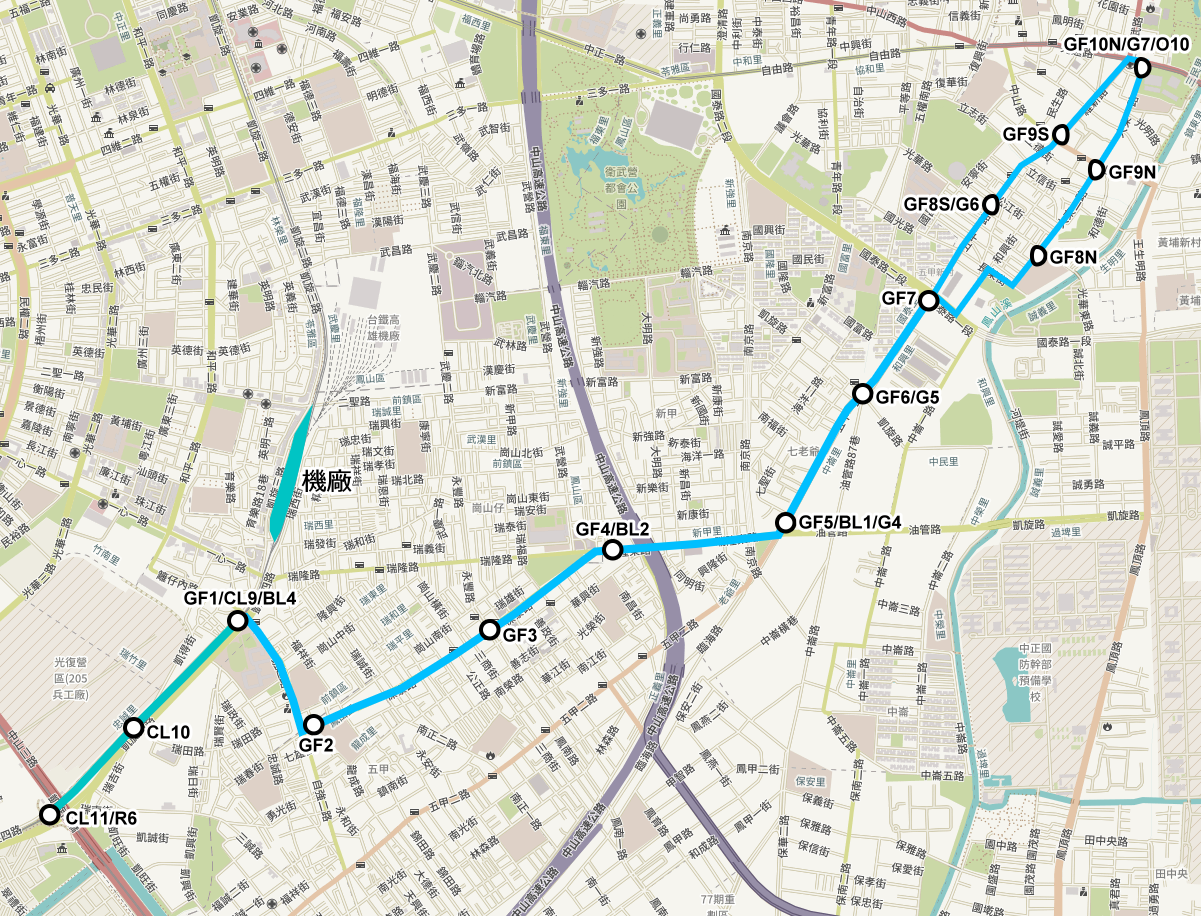
最初的鳳山輕軌版本

高雄市政府捷運局於1998年12月委託顧問公司進行《高雄都會區大眾捷運系統長期路網運輸規劃》專案，並在2001年3月完成路網建議報告，5月報行交通部審議，隔年5月交通部審定。該專案中，高雄縣鳳山市規劃有沿著縣道183號的高雄捷運綠線以及沿著瑞隆路和瑞隆東路的藍線。2003年3月，高雄縣政府委託成大研究發展基金會進行《鳳山市輕軌電車系統規劃》專案，該專案中提出了共四個方案，其中一個被選為建議路線，另一個選為替選方案。在建議方案中，在高雄市凱旋路直通輕軌環線至紅線凱旋站轉乘，而本線起點則設於高雄市的班超路、凱旋路口，與藍線轉乘，並沿著班超路、保泰路、瑞隆東路、五甲路進鳳山，並在五甲路上與綠線共線。在國泰路後北向、南向分岔單線行駛，北向沿著和興街、長樂街、大東路，並與橘線大東站轉乘；其後轉為南向，沿著維新路、五甲路接回雙線行駛。總計雙線段4.18公里，單線段3.09公里，雙向設7站，北向設3站，南向設2站，全線推薦使用平面輕軌。機廠與輕軌環線共用前鎮機廠。

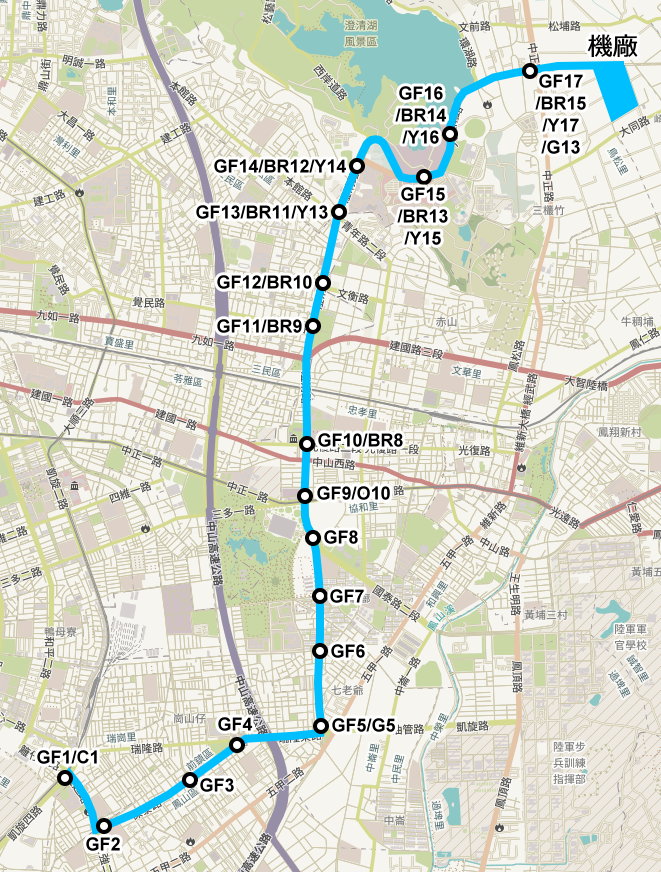
縣市合併前的鳳山線版本

2003年12月高雄市捷運局將先前的《高雄都會區大眾捷運系統長期路網運輸規劃》專案以及高雄縣政府自行規劃的數個專案（含鳳山輕軌）合併，再委託顧問公司辦理後續細節設計的《高雄都會區大眾運輸系統工程計畫長期路網規劃作業》專案，並於2005年2月交通部審定，而鳳山輕軌屬於該專案的子專案《鳳山市輕軌系統民間參與之可行性評估》。該專案中認為，鳳山輕軌路線與原規劃的藍線（瑞隆路）、綠線（五甲路）過近，因此將藍線改線，綠線五甲段取消。而鳳山輕軌改稱鳳山線，編號GF，使用青色，因此又稱為青線。該專案中認為成大研究發展基金會的替選方案較推薦路線易佈線，並且經過衛武營都會公園、衛武營國家藝術文化中心、縣議會、縣政府、澄清湖、長庚醫院等重要場所，因此將鳳山線修改為原本的替選方案，在瑞隆東路原本要轉進五甲路處改轉進南京路接國泰路，並在澄清路與棕線共線，在大埤路與棕線、黃線共線。最後將機廠設於高雄縣鳥松鄉的神農路、神農路150巷、大同路、坔埔大排間的鳥松機廠。路線總長10.38公里，設置17座車站，建議為平面輕軌。鳳山線在該專案中優先度次於臨港輕軌和棕線，被評為經濟效益不錯，建議興建。

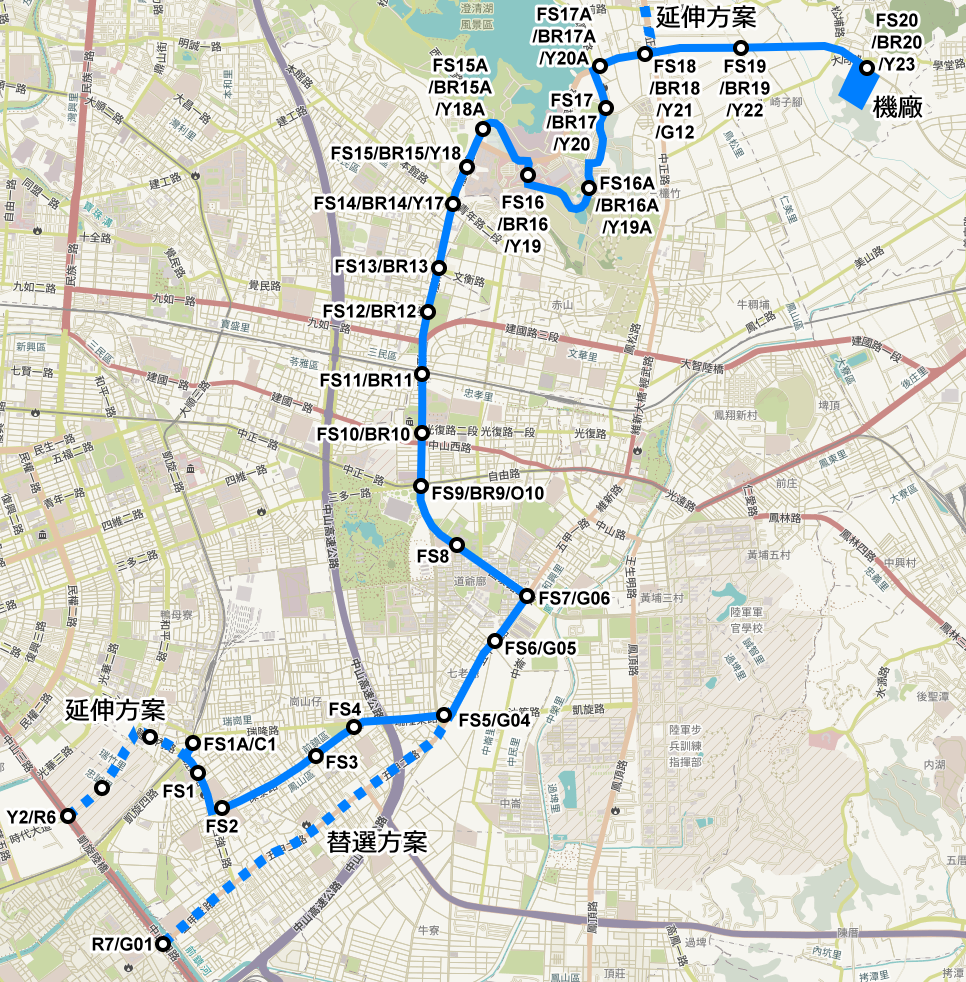
2014年的鳳山線版本

2010年高雄縣市合併，高雄市捷運局納入舊縣區而重新規劃捷運路線，鳳山區現為高雄市第二大人口行政區，目前僅有東西向捷運橘線，因此同年7月開始辦理《高雄都會區大眾捷運系統鳳山線建設及周邊土地開發計畫》，為暨當時正在推動的岡山路竹延伸線、水岸輕軌（後併入環狀輕軌）之後的第三條路線。同年9月交通部補助可行性研究費用400萬元新臺幣；捷運局副局長於10月9日公開表示，將在岡山路竹延伸線後推動藍線的可行性評估。
2015年12月《高雄都會區大眾捷運系統整體路網規劃作業》完成審定，鳳山線改稱鳳山本館線，精簡掉進入澄清湖的路線，編號改為B，並被視為新規劃的都會延伸環線（黃線）的「二連結」（另一條為青線）之一。該年底與顧問公司簽約進行《高雄都會區大眾捷運系統都會延伸環線建設及周邊土地開發計畫可行性研究》，將評估都會延伸環線及二連結線的可行性。2016年9月，專案提報交通部；11月交通部審查意見表示運量預測偏低，建議僅提報最優先路線都會延伸環線。2017年1月，該專案去除兩連結線的可行性研究報告書原則同意通過。2017年2月14日，都會延伸環線重新規劃，預計採取地下中運量捷運系統。

## 引註
1. ↑  . 高雄市政府捷運工程局.   [2023-04-28]. （原始内容存档于2023-03-21）.
2. 1 2  鼎漢國際工程顧問公司 2005，第4-81頁，第五冊.
3. 1 2 3  鼎漢國際工程顧問公司 2005，第2-2頁，第五冊.
4. ↑  鼎漢國際工程顧問公司 2005，第2-3頁，第五冊.
5. ↑  鼎漢國際工程顧問公司 2002，第5-6頁，第一冊.
6. ↑  鼎漢國際工程顧問公司 2005，第4-79頁，第五冊.
7. 1 2  鼎漢國際工程顧問公司 2005，第4-88頁，第五冊.
8. ↑  鼎漢國際工程顧問公司 2005，第三冊.
9. ↑  鼎漢國際工程顧問公司 2005，第4-84頁，第五冊.
10. ↑  鼎漢國際工程顧問公司 2005，第8-83頁，第五冊.
11. ↑  張碧珠. . 台灣新聞網. 2012-09-26. （原始内容存档于2021-08-03）.
12. ↑  . 中央社. 2012-10-09. （原始内容存档于2016-03-17）.

## 外部連結
- 高雄市政府捷運工程局: 長期路網規劃-四連結 （页面存档备份，存于）